# Johnny Morales
Pour les articles homonymes, voir Moralès et Aquino (homonymie).
Johnny Morales Aquino (né le 2 avril 1983) est un coureur cycliste guatémaltèque.

## Biographie
Johnny Morales Aquino est surtout connu pour s'être imposé en 2003 lors de la Vuelta de la Juventud Guatemala. Course qu'il remporta une nouvelle fois lors de la saison 2005. Il remporta cette même année le titre national sur route.
En 2007, il représenta le Guatemala aux championnats du monde B et il prit une honorable onzième place. En 2008, il remporta la sixième étape du Tour du Guatemala, qu'il termina finalement à la deuxième place.

## Palmarès
- 2003
  - Tour du Guatemala espoirs
- 2005
  -  Champion du Guatemala sur route
  - Tour du Guatemala espoirs
  - 2e étape du Tour du Guatemala
- 2007
  - 2e du Tour du Belize
- 2008
  - 6e étape du Tour du Guatemala
  - 2e du Tour du Guatemala
- 2009
  - Classement général du Tour du Nicaragua
- 2010
  - 2e du championnat du Guatemala du contre-la-montre

## Classements mondiaux
| Année            | 2005 | 2006 | 2007 | 2008 | 2009 | 2010 |
| ---------------- | ---- | ---- | ---- | ---- | ---- | ---- |
| UCI America Tour | 245e |      | 376e | 370e | 45e  | 165e |